# Kašpárek, Honza a drak
Kašpárek, Honza a drak je československý animovaný televizní seriál z roku 1973 poprvé vysílaný v rámci večerníčku v květnu 1975.
Scénář napsal Pavel Teisinger, seriál výtvarně připravil ilustrátor Josef Paleček. Režii obstaral Bohuslav Šrámek. Seriál vyprávěl Jan Tříska. Bylo natočeno 7 epizod, trvaly kolem 6 minut.

## Další tvůrci
- Animace: Bohuslav Šrámek, Milan Svatoš, Xenie Vavrečková, Alfons Mensdorff-Pouilly
- Výtvarník: Josef Paleček

## Úvod do děje
Hlavní hrdinové, pasivnější Honza a chytřejší Kašpárek, se spojí proti silnému a hloupému drakovi…

## Seznam dílů
1. Jak se Kašpárek s Honzou seznámili
2. Jak zachránili královskou korunu
3. Jak drak princeznu ani neviděl
4. Jak vysvobodili sto princezen
5. Jak zachránili Kulihrádek
6. Proč už se Zlatovláska nemusí bát
7. Jak to bylo s dračím vejcem